# Manny Fernandez
Emmanuel "Manny" Fernandez, född 27 augusti 1974, är en kanadensisk före detta ishockeymålvakt som bland annat spelade för Boston Bruins, Luleå HF och Dallas Stars.

## Spelarkarriär
Fernandez draftades av Quebec Nordiques i NHL-draften 1992.
Fernandez gjorde sin NHL-debut säsongen 1994/95 för Dallas Stars och spelade där under 5 säsonger, innan han hamnade i Minnesota Wild.
Under NHL-lockouten säsongen 2004/05 spelade Fernandez för Luleå HF  i Elitserien. Efter lockouten återvände Fernandez till Minnesota.
Inför säsongen 2007/08 skrev Fernandez kontrakt med Boston Bruins.

## Meriter
- JVM-guld 1994
- Jennings Trophy 2007
- Jennings Trophy 2009